# 弗拉特羅克 (北卡羅萊納州)
弗拉特羅克（英語：Flat Rock）是一個位於美國北卡羅萊納州亨德森縣的村。

## 人口
根據2020年美國人口普查的數據，弗拉特羅克的面積為21.31平方千米，當中陸地面積為20.98平方千米，而水域面積為0.33平方千米。當地共有人口3486人，而人口密度為每平方千米164人。